# Немецкая Формула-3
Немецкая Формула-3 — национальное первенство для машин класса Формула-3, проводимое на различных трассах Германии в 1950-58 и с 1964 года.

## Общая информация

### История
Особенности существования Германии после Второй мировой войны привели к тому, что в первые годы своего существования в регионе проводились сразу два чемпионата на технике Формулы-3: в ФРГ и в ГДР. Западное первенство проводилось с 1950 по 1954 год, а восточное — с 1950 по 1958 год. В этот период оба первенства использовали двухтактные двигатели с рабочим объёмом в 500 куб. см.; в этот период в гонки машин с открытыми колёсами впервые пришла марка BMW (несколько пилотов использовали её двигатели), ранее известная лишь по выступлениям в мотогонках и туринговом автоспорте.
На рубеже 1950-х и 1960-х годов гонки в классе Формула-3 на несколько лет сменили гонки в классе Формула-Юниор — в категории автоспорта, утверждённой накануне сезона-1958 и признанной поднять интерес к этой ступени региональной автоспортивной иерархии. Для гонок использовались более мощные моторы (1000 и 1100 куб. см.), взятые с серийных автомобилей, а не с мотоциклов, как было ранее. В 1960 году под этой вывеской был создан национальный немецкий чемпионат, который, правда, просуществовал лишь четыре года, после чего был закрыт.
В 1964 году FIA вернулась к бренду Формула-3, свернув прежний регламент. Новая версия Формулы-3 также получила двигатель от стандартного дорожного автомобиля, имевший четырецилиндра с рабочим объёмом силовой установки в 1000 куб. см. В этом же году на чуть модифицированной технике Формулы-Юниор было возрождено восточное первенство, а с 1971 года — и западное. После сезона-1972 восточный чемпионат был окончательно закрыт, а западное просуществовало ещё несколько десятилетий, пережив объединение страны в начале 1990-х годов и утратив свой топовый статус в подобных гонках в регионе лишь в 2003 году, когда немецкие и французские санкционирующие органы (DMSB и FFSA соответственно) возродили единый чемпионат Европы в данном классе, в первые годы проводившийся под брендом Евросерия Формулы-3.
Формальный статус чемпионата Германии перешёл к ставшему независимым младшему классу бывшей западногерманской Формулы-3: данную категорию впервые провели в 1988 году, после сезона-1997 она некоторое время не существовала, но в 2004 году была возрождена в качестве более дешёвого аналога евросерии. Промоутером нового первенства выступил Бертрам Шефер — в 1970-е годы в качестве пилота дважды выигрывавший западное первенство; поддержку первенству оказал другой немецкий автоклуб — ADAC. С 2005 года в серии дополнительно введён младший класс для техники предыдущего поколения.

### Технический и спортивный регламенты
Список поставщиков различного оборудования для немецкой серии мало чем отличается от поставщиков любого другого чемпионата на данной технике. Некоторое время свои шасси продавали командам сразу несколько компаний (с серией в разное время работали Lola Cars, Reynard Motorsport, Ralt и Art-Line), но в последние годы все пилоты выступают на технике одного производителя — итальянской Dallara. Серия использует технику предыдущего поколения по сравнению с той, что в эти же сроки эксплуатируется в Чемпионате Европы. Список нынешних поставщиков моторов более разнообразен: ныне это три крупных немецких автопроизводителя — Mercedes-Benz, Opel и Volkswagen, а ранее свои силовые агрегаты командам также поставляли Mugen-Honda, Renault, Fiat, Alfa Romeo, BMW, Toyota и Ford. Снижение бюджетов в период реорганизации серии в начале 2000-х годов на короткий момент дополнительно увеличили количество поставщиков чемпионата: была привлечена старая техника из других национальных чемпионатов, свои силы в конструировании шасси попробовали ряд частных компаний. Ряд локальных поражений в борьбе за пилотов и команды с другими европейскими первенствами привели к тому, что одни и те же шасси могут использоваться командами до девяти лет — три года в основных чемпионатах Формулы-3, три года — в основном зачёте Немецкой Формулы-3 и ещё три — в младшем классе немецкого чемпионата, впервые проведённого в 2005 году.
Гоночный уик-энд первенства долгое время состоял из двух гонок (по одному старту вечером в субботу и утром в воскресенье), но с 2013 года организаторы перешли на более стандартную схему уик-энда первенств Формулы-3 того времени, дополнив субботний день ещё одной гонкой.

### Участники серии
Будучи одной из самой развитых наций в европейском автоспорте, Германия активно привлекала в свои серии не только крупных зарубежных автопроизводителей, но и множество талантливых пилотов из иных государств мира. Участниками серии в разное время были Михаэль Шумахер, Том Кристенсен, Бернд Шнайдер, Педро Лами, Йорг Мюллер и Мика Хаккинен. В серии в разное время участвовали не только команды из Германии, но и коллективы из Швейцарии, Италии, Австрии, России, Люксембурга, Нидерландов и Швеции.
Чемпионат регулярно проводит выездные этапы, успев съездить на ряд трасс в Австрии и Нидерландах.

## Чемпионы серии
| Сезон | Личный зачёт                  | Личный зачёт                   | Личный зачёт                                  | Младший класс        |
| Сезон | Пилот                         | Команда                        | Машина                                        | Младший класс        |
| ----- | ----------------------------- | ------------------------------ | --------------------------------------------- | -------------------- |
| 2014  | Маркус Поммер                 | Lotus                          | Dallara F308 — Volkswagen                     |                      |
| 2013  | Марвин Кирххёфер              | Lotus                          | Dallara F311 — Volkswagen                     | Себастьян Балтазар   |
| 2012  | Джимми Эрикссон               | Lotus                          | Dallara F311 — Volkswagen                     | Андре Рудерсдорф     |
| 2011  | Ричи Стеневей                 | Van Amersfoort Racing          | Dallara F307 — Volkswagen                     | Максим Травин        |
| 2010  | Том Дильманн                  | HS Technik                     | Dallara F307 — Volkswagen                     | Рикардо Бручин       |
| 2009  | Лауренс Вантор                | van Amersfoort Racing          | Dallara F307 — Volkswagen                     | Сергей Чуканов       |
| 2008  | Фредерик Вервиш               | Swiss Racing Team              | Dallara F307 — OPC Challenge                  | Марко Оберхаузер     |
| 2007  | Карло ван Дам                 | van Amersfoort Racing          | Dallara F306 — OPC Challenge                  | Михаэль Кляйн        |
| 2006  | Тун Хопинь                    | JB Motorsport                  | Lola B06-30 — Opel                            | Харальд Шлегельмильх |
| 2005  | Петер Элкманн                 | Jo Zeller Racing               | Dallara F304 — Opel-Spiess                    | Кевин Фанк           |
| 2004  | Бастиан Колмзи                | HS Technik                     | Dallara F302 — Opel-Spiess                    |                      |
| 2003  | Жуан Паулу ди Оливейра        | JB Motorsport                  | Dallara F302 — Opel-Spiess                    |                      |
| 2002  | Гэри Паффетт                  | Team Rosberg                   | Dallara F302 — Opel                           |                      |
| 2001  | Тосихиро Канэйси              | Opel Team BSR                  | Dallara F301 — Opel                           |                      |
| 2000  | Джорджо Пантано               | Opel Team KMS                  | Dallara F300 — Opel                           |                      |
| 1999  | Кристиан Альберс              | Opel Team BSR                  | Dallara 399 — Opel                            |                      |
| 1998  | Баз Лейндерс                  | van Amersfoort Racing          | Dallara 398 — Opel                            |                      |
| 1997  | Ник Хайдфельд                 | Team Opel BSR                  | Dallara 397 — Opel                            | Ярослав Костелецкий  |
| 1996  | Ярно Трулли                   | Opel Team KMS Benetton         | Dallara 396 — Opel                            | Йохан Стуресон       |
| 1995  | Норберто Фонтана              | KMS Motorsport                 | Dallara 395 — Opel                            | Якоб Сунд            |
| 1994  | Йорг Мюллер                   | RSM Marko                      | Dallara 394 — Fiat                            | Арнд Майер           |
| 1993  | Йос Ферстаппен                | WTS Racing                     | Dallara 393 — Opel                            | Патрик Бернхардт     |
| 1992  | Педро Лами                    | WTS Racing                     | Reynard 923 — Opel                            | Кристиан Абт         |
| 1991  | Том Кристенсен                | Bertrand Schäfer Racing        | Ralt RT35 — Volkswagen                        | Матиас Арльт         |
| 1990  | Михаэль Шумахер               | WTS Racing                     | Reynard 903 — Volkswagen                      | Франц Биндер         |
| 1989  | Карл Вендлингер               | RSM Marko                      | Ralt RT 33 — Alfa Romeo                       | Франц Энгстлер       |
| 1988  | Йоахим Винкельхок             | WTS Racing                     | Reynard 883 — Volkswagen                      | Даниэль Мюллер       |
| 1987  | Бернд Шнайдер                 | Schübel Rennsport Int.         | Dallara 387 — Volkswagen                      |                      |
| 1986  | Крис Ниссен                   | Bertrand Schäfer Racing        | Ralt RT30 — Volkswagen                        |                      |
| 1985  | Фолкер Вайдлер                | J. Kaufmann Racing             | Martini MK45 — Volkswagen                     |                      |
| 1984  | Курт Тим                      | Bongers Motorsport             | Ralt RT3 — Alfa Romeo                         |                      |
| 1983  | Франц Конрад                  | Konrad Racing                  | Anson SA4 — Toyota                            |                      |
| 1982  | Джон Нильсен                  | Volkswagen Motorsport          | Ralt RT3 — Volkswagen                         |                      |
| 1981  | Франк Йелински (2)            | Bertrand Schäfer Racing        | Ralt RT3 — Toyota                             |                      |
| 1980  | Франк Йелински                | Bertrand Schäfer Racing        | Ralt RT3 — Toyota                             |                      |
| 1979  | Михаэль Кортен                | Korten Motorsport              | March 793 — Toyota                            |                      |
| 1978  | Бертрам Шефер (2)             | Bertrand Schäfer Racing        | Ralt RT1 — BMW Ralt RT1 — Toyota              |                      |
| 1977  | Петер Шарманн                 | Team Obermoser Jörg            | TOJ-F302 — Toyota                             |                      |
| 1976  | Бертрам Шефер                 | Bertrand Schäfer Racing        | Ralt RT1 — BMW                                |                      |
| 1975  | Эрнст Маринг                  | Maring Motorsport              | Maco 375 — Toyota                             |                      |
| 1974  | Джорджо Франча                | Scuderia Mirabella Millemiglia | March 743 — Toyota                            |                      |
| 1973  | Вилли Дойч                    |                                | March 733 — Ford                              |                      |
| Сезон | Чемпион ФРГ                   | Чемпион ФРГ                    | Чемпион ФРГ                                   | Чемпион ГДР          |
| Сезон | Пилот                         | Команда                        | Машина                                        | Чемпион ГДР          |
| 1972  | Вилли Зоммер                  | Reifag Racing Team             | March 723 — Ford                              | Хартмут Трасслер     |
| 1971  | Манфред Мор                   |                                | Lotus 69 — Ford                               | Вольфганг Кютер      |
| 1970  | Первенство ФРГ не проводилось | Первенство ФРГ не проводилось  | Первенство ФРГ не проводилось                 | Клаус-Петер Краузе   |
| 1969  | Первенство ФРГ не проводилось | Первенство ФРГ не проводилось  | Первенство ФРГ не проводилось                 | Фридер Редляйн       |
| 1968  | Первенство ФРГ не проводилось | Первенство ФРГ не проводилось  | Первенство ФРГ не проводилось                 | Хайнц Мелкус (3)     |
| 1967  | Первенство ФРГ не проводилось | Первенство ФРГ не проводилось  | Первенство ФРГ не проводилось                 | Хайнц Мелкус (2)     |
| 1966  | Первенство ФРГ не проводилось | Первенство ФРГ не проводилось  | Первенство ФРГ не проводилось                 | Вилли Леманн (8)     |
| 1965  | Первенство ФРГ не проводилось | Первенство ФРГ не проводилось  | Первенство ФРГ не проводилось                 | Вилли Леманн (7)     |
| 1964  | Первенство ФРГ не проводилось | Первенство ФРГ не проводилось  | Первенство ФРГ не проводилось                 | Макс Бычковски       |
| 1958  | Первенство ФРГ не проводилось | Первенство ФРГ не проводилось  | Первенство ФРГ не проводилось                 | Хайнц Мелкус         |
| 1957  | Первенство ФРГ не проводилось | Первенство ФРГ не проводилось  | Первенство ФРГ не проводилось                 | Вилли Леманн (6)     |
| 1956  | Первенство ФРГ не проводилось | Первенство ФРГ не проводилось  | Первенство ФРГ не проводилось                 | Вилли Леманн (5)     |
| 1955  | Первенство ФРГ не проводилось | Первенство ФРГ не проводилось  | Первенство ФРГ не проводилось                 | Вилли Леманн (4)     |
| 1954  | Первенство ФРГ не проводилось | Первенство ФРГ не проводилось  | Первенство ФРГ не проводилось                 | Вилли Леманн (3)     |
| 1953  | Адольф Ланг                   |                                | Cooper T15 — JAP                              | Вилли Леманн (2)     |
| 1952  | Хельмут Дойтц                 |                                | Scampolo 501/4 — DKW Scampolo 502/10 — Norton | Вилли Леманн         |
| 1951  | Вальтер Комосса               |                                | Scampolo 502/9 — BMW                          | Вернер Леманн        |
| 1950  | Тони Кройцер                  |                                | Cooper T11 — JAP                              | Рихард Вайзер        |

### Комментарии
1. ↑  За все годы выступлений, в качестве конструкторов выступали 11 производителей шасси. (Anson, Cooper, Dallara, Lola, Maco, March, Martini, Ralt, Reynard, Scampolo, ToJ).
2. ↑  За все годы выступлений, поставщиками двигателей были, (Alfa Romeo, BMW, Fiat, JAP, Mercedes, OPC, Opel, Toyota, Volkswagen).